# (201204) Stevewilliams
(201204) Stevewilliams est un astéroïde de la ceinture principale.

## Description
(201204) Stevewilliams est un astéroïde de la ceinture principale. Il fut découvert le 10 août 2002 à Cerro Tololo par Marc William Buie. Il présente une orbite caractérisée par un demi-grand axe de 3,05 UA, une excentricité de 0,07 et une inclinaison de 1,6° par rapport à l'écliptique.